# Lukáš Perný
Lukáš Perný, slovaški pisatelj, filozof, kulturolog, glasbenik * 26. oktober 1991, Nové Zámky, Slovaška. 

## Življenje in delo
Letoa 2014 je diplomiral iz kulturnih študij na Filozofski fakulteti Univerze Konstantina Filozofa v Nitri, ki ga je zaključil z objavo monografije o kontrakulturi poznih šestdesetih in zgodnjih sedemdesetih let prejšnjega stoletja. Med letoma 2014 in 2016 je opravil magistrski študij kulturologije na Filozofski fakulteti Univerze Komenskega v Bratislavi. Leta 2017 je izdal drugo monografijo Kulturna revolucija Ladislava Novomeskýja, ki jo je uvedel slovaški pisatelj Peter Jaroš, recenziral pa Dalimír Hajko. Od leta 2017 se posveča temi utopij na Univerzi v Prešovu. Na to temo je napisal knjigo Utopisti, vizionarji bodočega sveta, za katero je prejel nagrado Aleksandra Matuška.  Ima dva doktorata iz filozofije. Je avtor pogovorov in opomb k slovaškim izdajam utopičnih besedil Nova Atlantida Francisa Bacona, Sončna država Tommasa Campanella, Utopija Thomasa Morea in Moderna utopija H. G. Wellsa.
Julija 2021 je postal pripravnik na Ekonomski fakulteti Univerze za ekonomijo v Pragi, od marca 2022 pa je zaposlen kot raziskovalec na Slovaškem literarnem inštitutu Slovaške Matice, kjer se ukvarja predvsem s raziskovanje slovaške kulture in filozofije 19. in 20. stoletja (posvečen je raziskovanju in popularizaciji osebnosti, kot so Vladimír Mináč, Vladimír Clementis, Miroslav Válek, Ivan Horváth, Ladislav Novomeský, pa tudi osebnosti Bernolákovega gibanja, Šturovskega gibanja in davisti).
Leta 2009 je izdal svoj prvi samostojni glasbeni album, njegov tretji solo posnetek, The Rondel, pa je bil deležen večjih pohval glasbenih kritikov.

### Lukáš Perný in Slovenija
Lukáš Perný in Slovaška matica se je udeležila uradnih obiskov v Sloveniji leta 2024 (ob 160. obletnici Slovenske matice in v prisotnosti predsednice Republike Slovenije, Nataše Pirc Musar) in leta 2025 (Univerza v Ljubljani, Forum slovanskih kultur, Veleposlaništvo Slovaške v Sloveniji). Na Univerzi v Ljubljani je skupaj s predsednikom Slovaškej matice Mariánom Gešperjem imel primerjalno predavanje o slovaški in slovenski zgodovini.

## Dela
- Izbrana poglavja iz sodobne anglo-ameriške socialne filozofije. Prešov : Univerzitetna založba Prešov. 1. izd. 2018
- Utopisti. Vizionarji sveta prihodnosti. Zgodovina utopij in utopizem. Martin: Slovaška matica, 1. izd. 2020
- Štúrovci in Hegel. K vprašanju slovaškega heglovstva in antiheglovstva (z Rudolfom Dupkaljem). Prešov: Univerza v Prešovu. 3. izd. 2021
- Clementis & Mináč: Domoljubi ali »buržoazni nacionalisti«? (z Mariánom Gešperjem). Martin: Matica slovenská, 1. izd. 2023